# Srebrenik
Srebrenik (en cyrillique : Сребреник) est une ville et une municipalité de Bosnie-Herzégovine située dans le canton de Tuzla et dans la fédération de Bosnie-et-Herzégovine. Selon les premiers résultats du recensement bosnien de 2013, la ville intra muros compte 7 163 habitants et la municipalité 42 762.

## Géographie
Srebrenik se trouve à environ 95 km au nord de Sarajevo ; la ville est également située au nord de Tuzla, dans la vallée de la rivière Tinja, un affluent droit de la Save. À l'est s'étend le mont Majevica.

## Histoire
Deux sites préhistoriques, aujourd'hui inscrits sur la liste des monuments nationaux de Bosnie-Herzégovine, témoignent de l'ancienneté du peuplement dans la région, les sites de Grabovik et de Bjelave, qui conservent tous les deux des vestiges de fortifications.
La forteresse de Srebrenik date de 1333, ce qui en fait l'une des plus anciennes de Bosnie-Herzégovine ; elle a joué un rôle dans la défense de la Bosnie contre l'invasion ottomane. La forteresse est elle aussi inscrite.

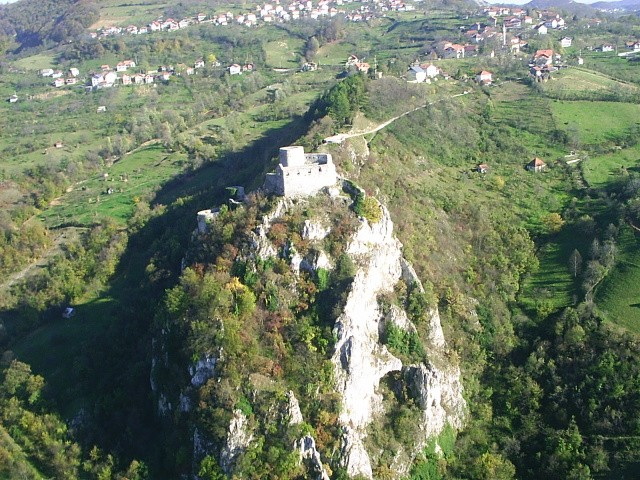
Vue aérienne de la forteresse de Srebrenik

## Localités

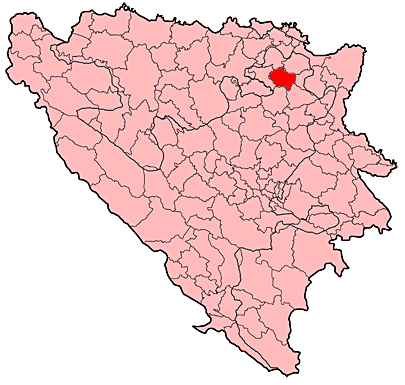
Localisation de la municipalité de Srebrenik en Bosnie-Herzégovine

La municipalité de Srebrenik compte 49 localités :
| - Babunovići - Behrami - Brda - Brezik - Brnjičani - Cage - Cerik - Crveno Brdo - Čekanići - Ćehaje | - Ćojlučko Polje - Ćojluk - Dedići - Donji Moranjci - Donji Podpeć - Donji Srebrenik - Duboki Potok - Falešići - Gornji Hrgovi - Gornji Moranjci | - Gornji Podpeć - Gornji Srebrenik - Huremi - Jasenica - Ježinac - Kiseljak - Kuge - Like - Lipje - Lisovići | - Luka - Ljenobud - Maoča - Podorašje - Rapatnica - Seona - Sladna - Srebrenik - Straža - Šahmeri | - Špionica Centar - Špionica Donja - Špionica Gornja - Špionica Srednja - Tinja Donja - Tinja Gornja - Tutnjevac - Uroža - Zahirovići |

## Démographie

### Villeintra muros

#### Évolution historique de la population dans la villeintra muros
| 1948 | 1953 | 1961 | 1971  | 1981  | 1991  | 2013  |
| ---- | ---- | ---- | ----- | ----- | ----- | ----- |
| -    | -    | -    | 2 172 | 4 149 | 5 304 | 7 163 |

|  |

### Municipalité

#### Évolution historique de la population dans la municipalité
| 1961   | 1971   | 1981   | 1991   | 2013   |
| ------ | ------ | ------ | ------ | ------ |
| 28 178 | 33 620 | 38 070 | 40 896 | 42 762 |

#### Répartition de la population par nationalités dans la municipalité (1991)
En 1991, sur un total de 40 896 habitants, la population se répartissait de la manière suivante :

## Politique
À la suite des élections locales de 2012, les 29 sièges de l'assemblée municipale se répartissaient de la manière suivante :
| Parti                                                               | Sièges |
| ------------------------------------------------------------------- | ------ |
| Parti d'action démocratique (SDA)                                   | 10     |
| Parti social-démocrate (SDP)                                        | 7      |
| Alliance pour un meilleur avenir de la Bosnie-Herzégovine (SBB BiH) | 2      |
| Parti patriotique de Bosnie-Herzégovine-Sefer Halilović (BPS)       | 2      |
| Parti pour la Bosnie-Herzégovine (SBiH)                             | 2      |
| Parti libéral-démocrate de Bosnie-et-Herzégovine (LDS)              | 2      |
| Parti populaire de l'amélioration par le travail (Za boljitak)      | 2      |
| Union démocratique croate de Bosnie-Herzégovine (HDZ BiH)           | 1      |
| Minorités nationales                                                | 1      |

En 2014, Nihad Omerović, membre du Parti d'action démocratique (SDA), a été élu maire de la municipalité,, à la suite de la démission « pour raisons de santé » de Sanel Buljubašić, membre du Parti social-démocrate (SDP), élu à la fonction de maire en 2012.

## Sport
Srebrenik possède un club de football, le NK Gradina Srebrenik.